# Landungsbrücken

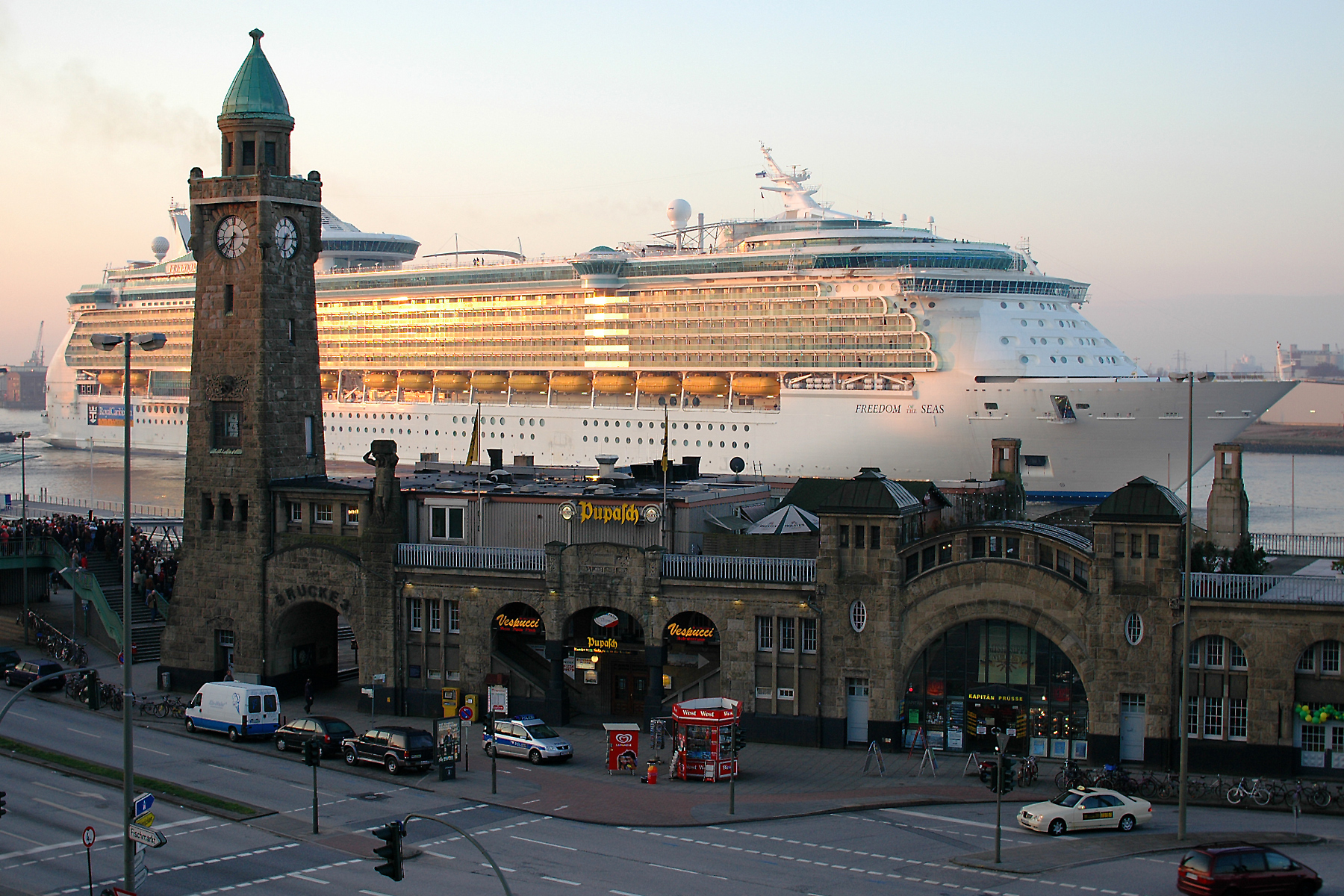
A Freedom of the Seas, a világ legnagyobb személyszállító hajója a Landungsbrückennél

A Landungsbrücken (magyarul kb. partraszállító hidak) Hamburg város egyik tömegközlekedési csomópontja. A St. Pauli városrész mellett, a Norderelbe partján létesített átszállóhelyen a városi hajójáratok, az S-Bahn, a metró és a helgolandi komp járatai futnak össze és itt van a Régi Elba-alagút északi bejárata is. Régebben innen indultak az Amerikába tartó kivándorlók tömegeit szállító hajók, míg az épület figyelőtornya a kikötőbe befutó német hajók számára a hazaérkezést jelentette. Az épületegyüttes 2003 óta műemléki védettséget élvez.

## Története

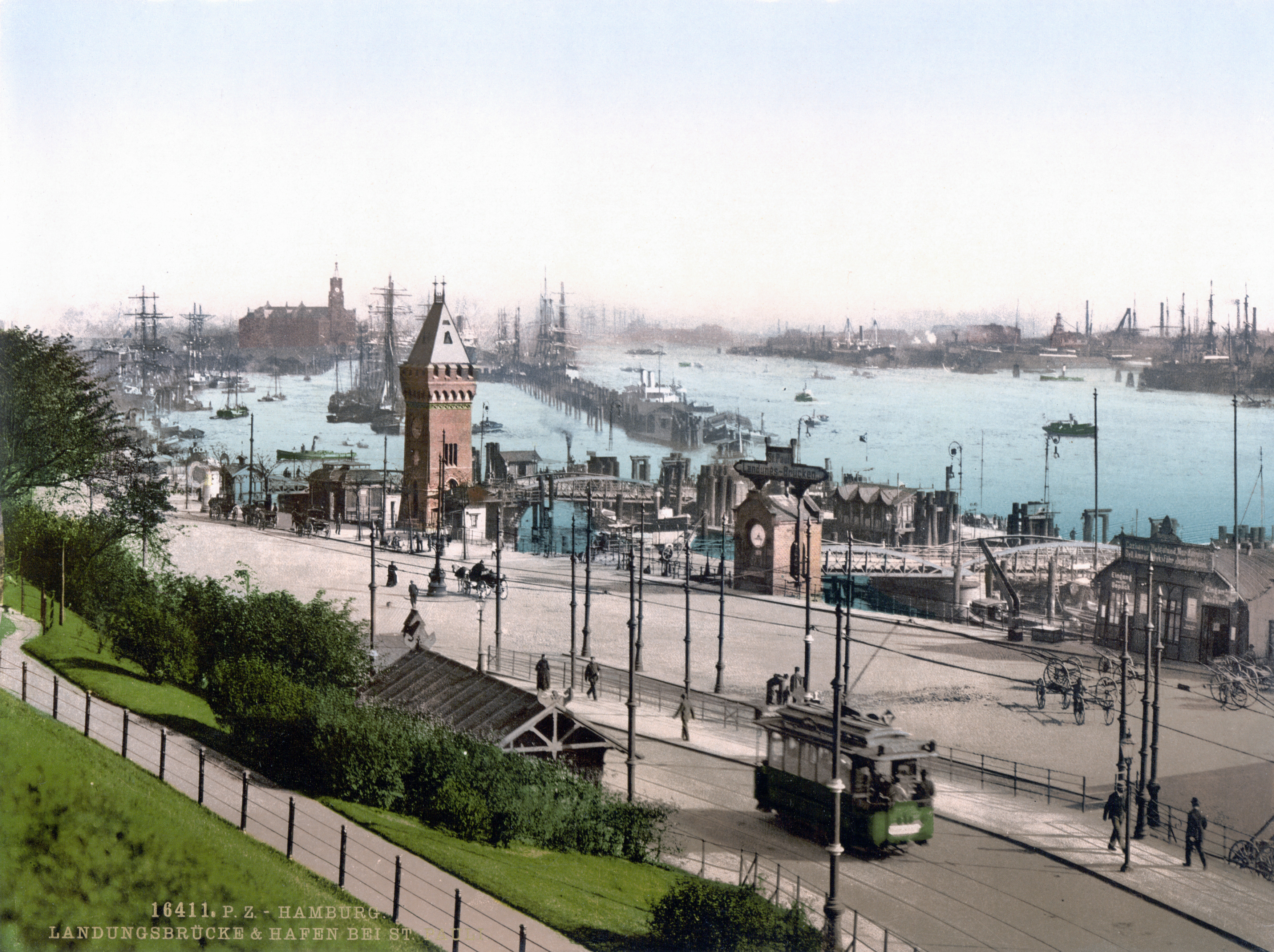
A Landungsbrücken 1910-ben

A Landungsbrücken helyén 1839-ben létesültek az első kikötőhelyek. Akkoriban még rakodóhelyként szolgált a terület, ahol a gőzhajókat szénnel tölthették fel. A hajóállomást 1907-ben adták át. Ezzel egyidejűleg kezdődött a parton álló fogadóépület építése. A vulkáni tufából épült, jellegzetesen zöld tetejű épület mára a város egyik jelképévé vált. Az első állomás 10, cölöpökhöz rögzített pontonból állt. A folyón naponta kétszer váltakozó árapály-jelenség okozta vízszintingadozásnak megfelelően a pontonok fölemelkednek, majd lentebb süllyednek. A pontonokat szükség szerint emelkedő és süllyedő hidakkal kapcsolták a parthoz, innen származik a csomópont neve is.  A századelőn a 688 méter hosszú pontonsort a tengeren túlra induló személyhajók használták. 1911-ben a közvetlen szomszédságában megnyílt az Elba-alagút, majd 1912-ben az első metróvonal. A kivándorlási hullám csendesülésével a tengerjáró óriáshajók helyeit fokozatosan a városi és városkörnyéki kompok vették át. A második világháború idején a Landungsbrückent is számos angolszász bombatámadás érte, 1945-re az egész létesítmény használhatatlanná vált. A mai pontonsort az 1953-ban kezdődött újjáépítés során helyezték a Norderelbe vizére. Az újjáépítés egészen 1976-ig tartott. 1975-ben megnyílt a Landungsbrücken S-bahn állomása is. 1999-ben a folyami pontonokat befedték és modernizálták a világítást is. Napjainkban a városi személyszállító kompok és turistáknak kikötőnézést kínáló magánhajók kikötőhelyéül szolgál a pontonsor.

## Galéria

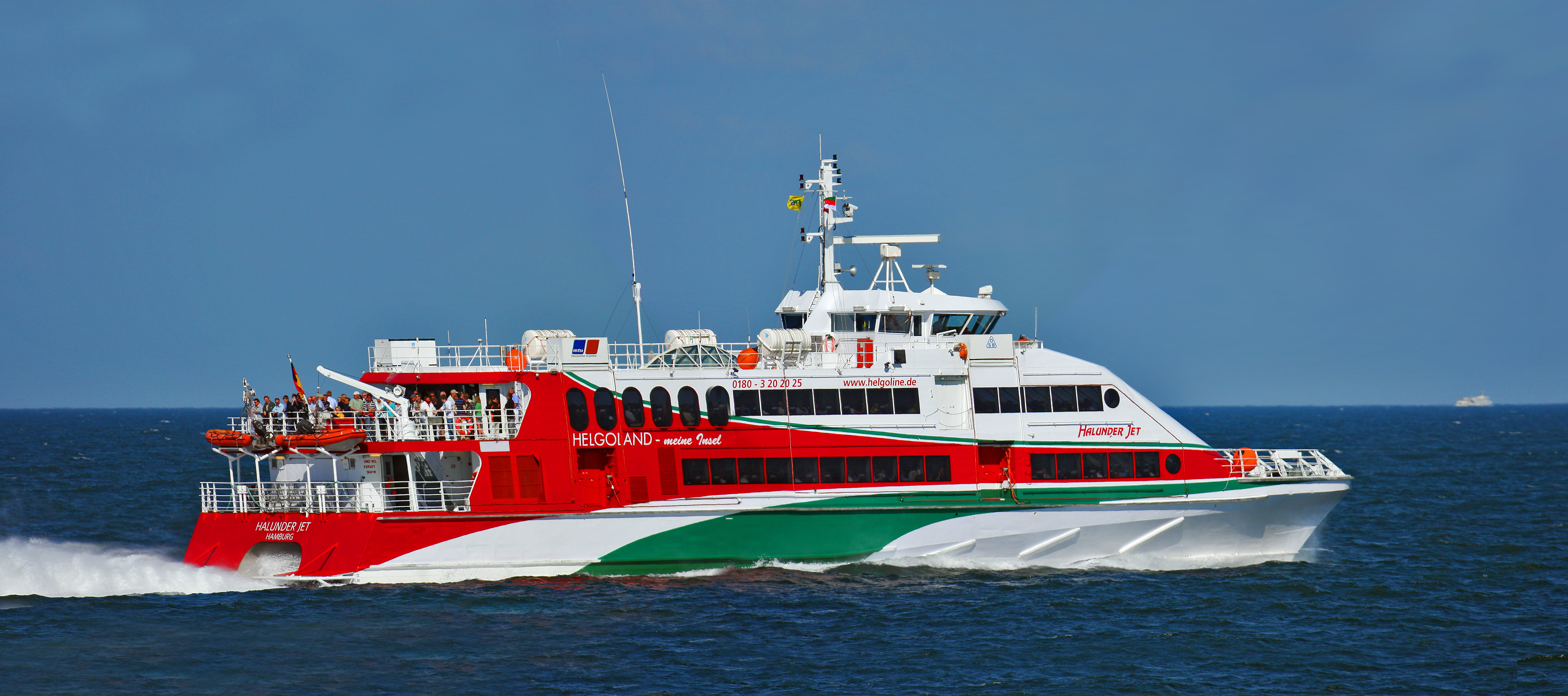
A helgolandi komp a pontonoknál
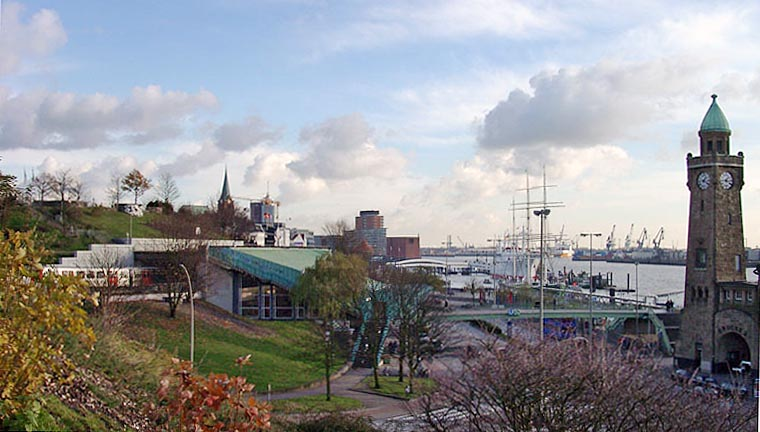
A Landungsbrücken kelet felé tekintve
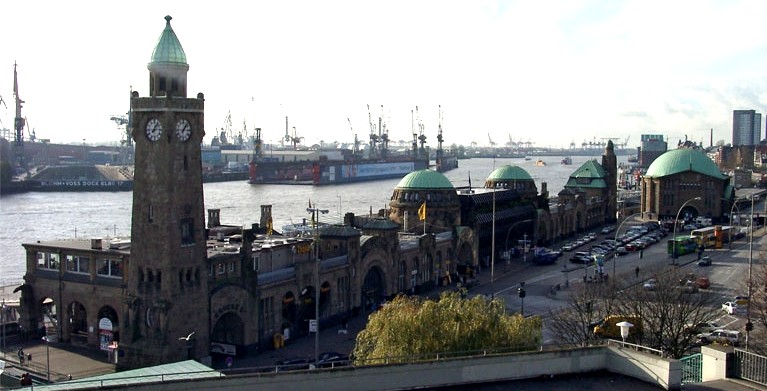
Pillantás nyugat felé a dokkokra
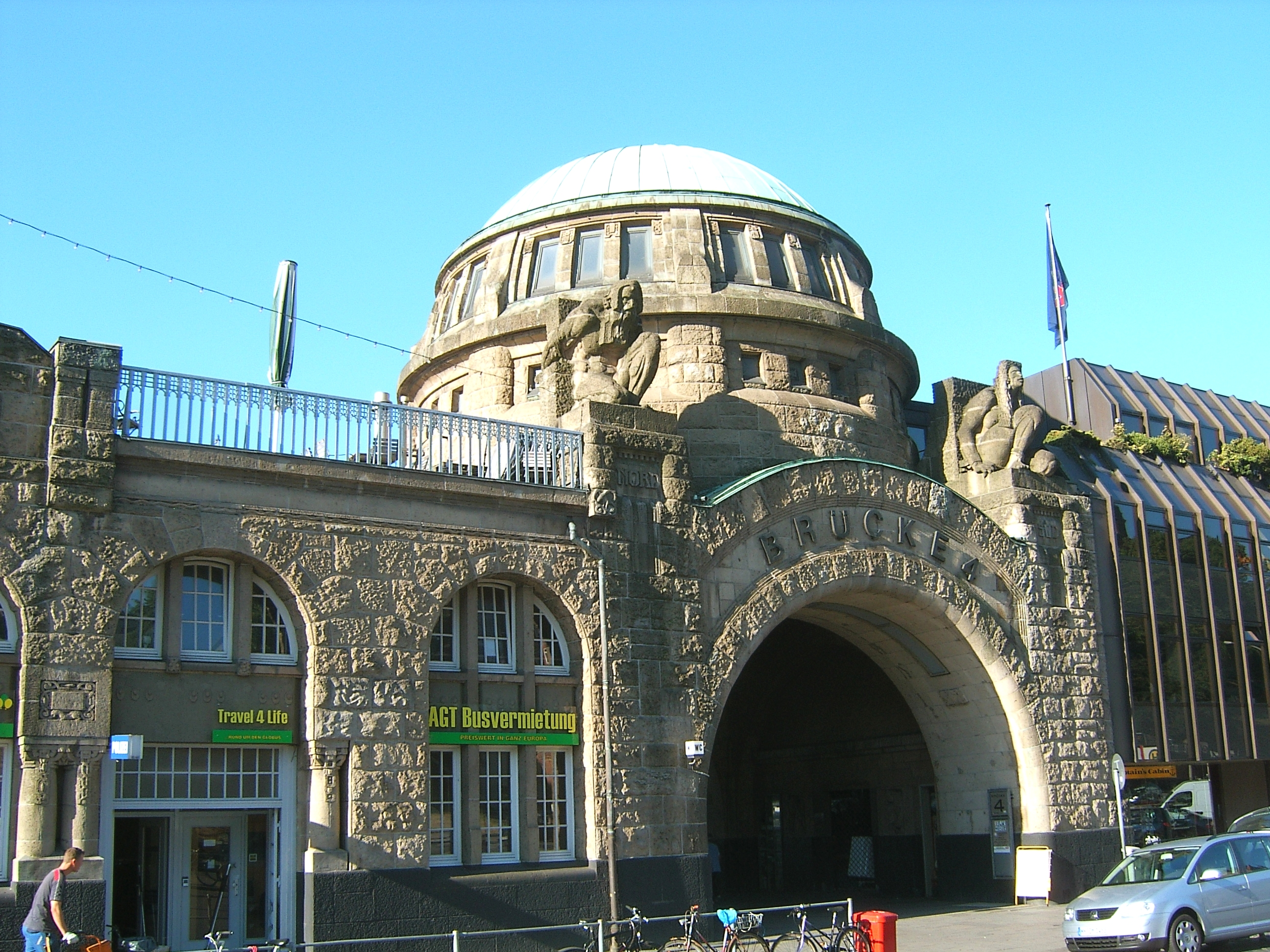
A 4-es híd bejárata